# Omloop Het Volk 1973
L'Omloop Het Volk 1973, ventottesima edizione della corsa, fu disputato il 3 marzo 1973 per un percorso di 198 km. Fu vinto dal belga Eddy Merckx, al traguardo in 4h37'00".

## Ordine d'arrivo (Top 10)
| Pos. | Corridore              | Squadra     | Tempo    |
| ---- | ---------------------- | ----------- | -------- |
| 1    | Eddy Merckx            | Molteni     | 4h37'00" |
| 2    | Roger De Vlaeminck     | Brooklyn    | a 2"     |
| 3    | Albert Van Vlierberghe | Rokado      | a 1'03"  |
| 4    | Noël Vantyghem         | Flandria    | s.t.     |
| 5    | Walter Godefroot       | Flandria    | a 1'25"  |
| 6    | Herman Van Springel    | Rokado      | s.t.     |
| 7    | Eric Leman             | Peugeot     | s.t.     |
| 8    | Walter Planckaert      | Watney-Maes | s.t.     |
| 9    | Frans Verbeeck         | Watney-Maes | s.t.     |
| 10   | Cees Bal               | Gan         | s.t.     |